# Syzygium calyptrocalyx
Syzygium calyptrocalyx är en myrtenväxtart som beskrevs av Peter Shaw Ashton. Syzygium calyptrocalyx ingår i släktet Syzygium och familjen myrtenväxter. Inga underarter finns listade i Catalogue of Life.